# Israa al-Ghomgham
Israa al-Ghomgham (إسراء الغمغام; también: Israa al-Ghamgam) es una defensora de los derechos humanos saudí. Es especialmente conocida por su documentación de los disturbios de Qatif de 2017 y 2018.   
En septiembre de 2018, se arriesgó a ser condenada a pena de muerte, posiblemente por decapitación, al convertirse en la primera mujer defensora de los derechos humanos de la mujer en Arabia Saudí, después de lo que se había planeado como una audiencia final que se celebraría el 28 de octubre de 2018. El 6 de agosto de 2018, el fiscal de Arabia Saudí involucrado en el caso de al-Ghomgham recomendó que ella y su marido fueran condenados a muerte. Los activistas saudíes declararon que al-Ghomgham es la primera mujer que ha enfrentado la pena capital por hacer campaña de los derechos humanos en Arabia Saudí. El 31 de enero de 2019, las autoridades saudíes retiraron la petición del fiscal de que al-Ghomgham fuera condenada a muerte. Al-Ghomgham fue juzgada en un juicio injusto y en febrero de 2021 fue condenada a una pena de ocho años de prisión, según informó el Gulf Center for Human Rights(GCHR).

## Trayectoria
Es conocida por su documentación de las protestas de Provincia Oriental que comenzaron en 2011–2012 durante la Primavera Árabe y continuaron en 2017–18. Al-Ghomgham y su marido Moussa al-Hashem fueron arrestados en su casa alrededor del 6 al 8 de diciembre de 2015, y recluidos desde entonces en la prisión de Dammam al-Mabahit. Los cargos contra la pareja se relacionan con los disturbios de 2017–18 en Qatif, en la Provincia Oriental. Según Human Rights Watch los cargos incluyen participar en protestas, incitar a protestas, corear consignas contra el régimen intentando inflamar a la opinión pública, filmar protestas, publicar en las redes sociales, utilizar la foto de otra mujer en su página de Facebook, y proporcionar apoyo moral a los alborotadores. Human Rights Watch describió los cargos como "no parecidos a crímenes reconocibles".
El 6 de agosto de 2018, al-Ghomgham compareció ante el Tribunal Criminal Especializado y el fiscal recomendó una pena de muerte, siguiendo el principio de ley islámica de ta'zir que permite a un juez determinar tanto la sentencia por un delito como lo que constituye un delito. Al-Ghomgham no tuvo acceso a un abogado durante los primeros 32 meses de su detención. La audiencia judicial final en la que la pena de muerte debería haber sido confirmada o anulada, estaba programada para el 28 de octubre de 2018. De confirmarse, la pena de muerte tendría que haber sido confirmada o rechazada por King Salman. La decapitación habría sido llevada a cabo después de la confirmación de sentencia por parte de Salman.

### Reacciones
Shia Rights Watch buscó apoyo internacional para detener la sentencia de muerte, argumentando que sentaría un precedente para ejecutar a otras mujeres saudíes que hacen campaña por los derechos de minorías religiosas. Sarah Whitson de Human Rights Watch declaró que "buscar la pena de muerte para activistas como Israa al-Ghomgham, quiénes ni siquiera son acusados de comportamiento violento, es monstruoso" y en contradicción con la afirmación de reforma del gobierno saudí. Ali Adubisi de la European Saudi Organisation for Human Rights describió la sentencia como "un precedente peligroso" para la ejecución de otros activistas políticos no violentos. Samah Hadid, director de campañas de Amnistía Internacional en Oriente Medio, coincidió en que la sentencia sentó un precedente peligroso que "enviaría un mensaje horroroso de que otros activistas podrían ser blanco de la misma manera por su protesta pacífica y activismo por los derechos humanos".
Un portavoz de Global Affairs Canada declaró, en relación con la situación de al-Ghomgham que "Canadá siempre defenderá la protección de los derechos humanos, incluyendo los derechos de las mujeres y la libertad de expresión en todo el mundo", sin pedir la "liberación inmediata de al-Ghomgham". El gobierno saudí declaró que un llamamiento de Canadá a principios de agosto de 2018 para la "liberación inmediata" de las mujeres activistas era un factor en una crisis diplomática y comercial entre los dos países.
Un vídeo de la ejecución de Laila Basim de 2015, que pretendía ser de la ejecución de al-Ghomgham, circuló en las redes sociales en agosto de 2018.

### Reducción de la pena de muerte
El 31 de enero de 2019, las autoridades saudíes retiraron la solicitud del fiscal de que se impusiera la pena de muerte contra al-Ghomgham. Ella fue sentenciada a ocho años de prisión en febrero de 2021. El Gulf Center for Human Rights(GCHR) describió el juicio como "un juicio de exhibición que carecía de los estándares internacionales mínimos para un juicio justo y el debido proceso" y pidió que al-Ghomgham fuera liberada de inmediato e incondicionalmente.